# 優波離
優波離（うぱり、うばり、梵/巴:Upāli ウパーリ）は、釈迦の十大弟子の一人である。元・理髪師であり、直弟子の中でも戒律に最も精通していたことから持律第一と称せられ、釈迦入滅後の第一結集では戒律編纂事業の中心を担った。
優波離の異訳としては、音写としては優婆離・烏波利・烏波梨・和利などが、意訳としては近執・近取などがあげられる。

## 経歴
彼はインドのカーストで下層のシュードラの出身で、カピラ城で釈迦族の王子たちの理髪師だった。釈迦が悉多(シッダルタ)として太子だった頃には執事だったともいう。
成道した釈迦がカピラ城に帰郷し、孫陀羅難陀、羅睺羅(ラーフラ)が弟子となった後、阿那律(アヌルッダ)、跋提梨迦（バドリカ、もしくはバッディヤ。同名の人が五比丘の一人にもいるが別人）、金毘羅、婆咎、阿難(アーナンダ)、提婆達多(デーヴァダッタ)の6人（或いは難提迦を加えた7人とも）の王子たちが仏弟子となるらしいとの話を聞き、彼も王子たちに従いアヌピヤー村にいた釈迦のもとで、王子たちを差し置いて先ず仏弟子となった。阿那律が出家するときに同伴し、その所有物を貰うが、それより釈迦の教えの方が偉大だと拒否し、先に出家した。諸王子たちは釈迦より、儀礼に従い先に出家した者を敬い礼拝するように命じられると、自分たちの使用人であったシュードラ出身の優波離にも礼拝した。これを見て釈迦は「釈迦族の高慢な心をよくぞ打ち破った」と讃嘆した。
彼は戒律をよく守り精通する事から、釈迦教団における規律は彼によって設けられたものが多く、彼と遊行する者は、みな持律者であるとまでいわれた。釈迦入滅後、第1回の仏典結集では摩訶迦葉の主導によって、阿難が経を誦出したが、優波離は戒律を誦出することで律蔵編纂の中心人物となった。